# 1996 في إسبانيا
فيما يلي قوائم الأحداث التي وقعت خلال عام 1996 في إسبانيا.

## سياسة

### تعيين في المنصب
- 12 مارس – خوسيه لويس ثباتيرو عضو مجلس النواب الإسباني  [لغات أخرى]‏.
- 15 مارس – اميليو بيريز عضو مجلس النواب الإسباني  [لغات أخرى]‏.
- 22 مارس – ماريانو راخوي عضو مجلس النواب الإسباني  [لغات أخرى]‏،Minister for Public Administration ‏.
- 25 مارس – خوسيه ماريا أثنار عضو مجلس النواب الإسباني  [لغات أخرى]‏.
- 25 مارس – رودريجو راتو عضو مجلس النواب الإسباني  [لغات أخرى]‏.
- 26 مارس – ألفريدو بيريث روبالكابا عضو مجلس النواب الإسباني  [لغات أخرى]‏.
- 26 مارس – فيليبي غونثاليث عضو مجلس النواب الإسباني  [لغات أخرى]‏.

### انتهاء فترة المنصب
- 1 يناير – خوردي تورول Barcelona provincial deputy  [لغات أخرى]‏.
- 9 يناير – ألفريدو بيريث روبالكابا عضو مجلس النواب الإسباني  [لغات أخرى]‏.
- 9 يناير – فيليبي غونثاليث عضو مجلس النواب الإسباني  [لغات أخرى]‏،رئيس وزراء إسبانيا.
- 27 مارس – خوسيه لويس ثباتيرو عضو مجلس النواب الإسباني  [لغات أخرى]‏.
- 27 مارس – خوسيه ماريا أثنار عضو مجلس النواب الإسباني  [لغات أخرى]‏.
- 27 مارس – رودريجو راتو عضو مجلس النواب الإسباني  [لغات أخرى]‏.
- 27 مارس – ماريانو راخوي عضو مجلس النواب الإسباني  [لغات أخرى]‏.

## رياضة
- 1 يناير – جائزة كتالونيا الكبرى للدراجات النارية 1996
- 1 يناير – طواف إسبانيا 1996

## ظهور
- 1 يناير – لا أوريخا دي فان غوغ

## أفلام
من الأفلام التي صدرت هذه السنة في إسبانيا:
- 1 يناير – التحررية من إخراج فيسنتي اراندا.

## مواليد

### يناير
- 21 يناير – ماركو أسينسيو لاعب كرة قدم إسباني.
- 25 يناير – أداما تراوري لاعب كرة قدم إسباني.

### فبراير
- 2 فبراير – أليكس فيباس لاعب كرة قدم إسباني.
- 3 فبراير – خورخي نافارو

### مارس
- 7 مارس – مارك غارسيا لاعب كرة سلة إسباني.
- 15 مارس – خوسيه انخيل بوزو لاعب كرة قدم إسباني.

### أبريل
- 9 أبريل – ألفونسو بيدرازا لاعب كرة قدم إسباني.
- 9 أبريل – رودريغو هيرنانديز كاستانتي لاعب كرة قدم إسباني.
- 15 أبريل – لورا كيفيدو لاعبة كرة سلة إسبانية.
- 17 أبريل – آيتور إمبيلا لاعب كرة قدم إسباني.
- 23 أبريل – أليكس ماركيث متسابق دراجات نارية إسباني.
- 23 أبريل – ناتشو دييز لاعب كرة سلة إسباني.

### يونيو
- 22 يونيو – ميكل ميرينو لاعب كرة قدم إسباني.

### يوليو
- 21 يوليو – خواكين سانشيز لاعب كرة قدم إسباني.

### أغسطس
- 7 أغسطس – داني سيبايوس لاعب كرة قدم إسباني.
- 26 أغسطس – ماريا هيريرا

### أكتوبر
- 8 أكتوبر – سارا سوريبس تورمو لاعبة كرة مضرب إسبانية.
- 12 أكتوبر – غابرييل رودريغو

## وفيات

### أبريل
- 17 أبريل – خوصي لويس لوبيث أرانغورين (مواليد 1909) مؤلف إسباني.
- 23 أبريل – خيسوس هرنانديز أوبيدا (مواليد 1959) دراج إسباني.

### مايو
- 24 مايو – خوسيه كوتريكاساس (مواليد 1903)

### يونيو
- 6 يونيو – خوسيه ماريا فالفيردي (مواليد 1926) فيلسوف إسباني.
- 23 يونيو – ماريانو روخاس (مواليد 1973) دراج إسباني.

### يوليو
- 18 يوليو – خوسي مانويل فوينتي (مواليد 1945) درّاج طريق إسباني.

### أغسطس
- 6 أغسطس – إميليو زابيكو (مواليد 1944)

### نوفمبر
- 19 نوفمبر – غابرييل ألونسو (مواليد 1932) لاعب كرة قدم إسباني.